# 骑士暴动
骑士暴动（1522年8月27日 – 1523年5月6日）是由法蘭茨·馮·錫金根领导的反對神圣罗马帝国皇帝查理五世的暴動。暴動成員有新教徒以及帝国骑士。這一暴動也是德意志农民战争的導火索。
1522年8月，法蘭茨·馮·錫金根召开骑士大会，組建萊茵、施瓦本、弗蘭肯騎士同盟，法蘭茨·馮·錫金根被推举为盟主。隨即法蘭茨·馮·錫金根和乌尔里希·冯·胡滕联手率領1500名騎士和5000名步兵向反對宗教改革的特里尔大主教领地发起进攻。普法尔茨选侯、黑森伯爵等派军前来支援特里尔大主教。法蘭茨·馮·錫金根5次進攻特里尔均未攻下，在此情況下法蘭茨·馮·錫金根撤回到自己的领地。普法尔茨选侯、黑森伯爵联军继续进攻並围攻兰施图尔。1523年5月初，法蘭茨·馮·錫金根投降，最終伤重去世。乌尔里希·冯·胡滕先逃到瑞士巴塞尔打算投靠伊拉斯谟，不過遭到拒绝，後來又來到苏黎世投奔烏利希·慈運理。乌尔里希·冯·胡滕最終於1523年8月在苏黎世湖上的一個島嶼去世。

## 備註
1. ↑  Franz von Sickingen（英语：Franz von Sickingen） had his soldiers fly the Imperial flag, and he claimed he was acting on behalf of the Emperor.